# 気仙沼郡
もしかして
- 気仙郡

ではありませんか？